# Grand Prix de Futsal 2018
Grand Prix de Futsal 2018 là giải lần thứ mười một của bóng đá trong nhà quốc tế. Nơi diễn ra giải là Brusque, Brasil. Nó lần đầu tiên được tổ chức vào năm 2005.

## Địa điểm
- Arena Multiuso, Brusque, Santa Catarina, Brasil

## Đội bóng tham dự
| CONMEBOL (2) - Brasil - Uruguay CONCACAF (1) - Costa Rica UEFA (2) - Bỉ - Cộng hòa Séc |

## Kết quả
| Đội          | ST | T | H | B | BT | BB | HS  | Đ  |
| ------------ | -- | - | - | - | -- | -- | --- | -- |
| Brasil       | 4  | 4 | 0 | 0 | 33 | 10 | +23 | 12 |
| Cộng hòa Séc | 4  | 3 | 0 | 1 | 22 | 13 | +9  | 9  |
| Costa Rica   | 4  | 1 | 1 | 2 | 11 | 15 | –4  | 4  |
| Uruguay      | 4  | 1 | 0 | 1 | 15 | 23 | –8  | 3  |
| Bỉ           | 4  | 0 | 1 | 3 | 8  | 28 | –20 | 1  |

| Cộng hòa Séc | 9-0      | Bỉ |
| ------------ | -------- | -- |
|              | Chi tiết |    |

| Brasil | 10-1     | Uruguay |
| ------ | -------- | ------- |
|        | Chi tiết |         |

| Cộng hòa Séc | 6-3      | Uruguay |
| ------------ | -------- | ------- |
|              | Chi tiết |         |

| Brasil | 6-1      | Costa Rica |
| ------ | -------- | ---------- |
|        | Chi tiết |            |

| Uruguay | 3-6      | Costa Rica |
| ------- | -------- | ---------- |
|         | Chi tiết |            |

| Brasil | 8-4      | Bỉ |
| ------ | -------- | -- |
|        | Chi tiết |    |

| Cộng hòa Séc | 3-1      | Costa Rica |
| ------------ | -------- | ---------- |
|              | Chi tiết |            |

| Uruguay | 8-1      | Bỉ |
| ------- | -------- | -- |
|         | Chi tiết |    |

| Costa Rica | 3-3      | Bỉ |
| ---------- | -------- | -- |
|            | Chi tiết |    |

| Brasil | 9-4      | Cộng hòa Séc |
| ------ | -------- | ------------ |
|        | Chi tiết |              |

## Vòng chung kết

### Tranh hạng ba
|  | Tranh hạng ba |   |
|  |               |   |
|  | 4 tháng 2     |   |
|  | Costa Rica    | 1 |
|  | Uruguay       | 6 |

### Chung kết
|  | Chung kết    |   |
|  |              |   |
|  | 4 tháng 2    |   |
|  | Brasil       | 4 |
|  | Cộng hòa Séc | 2 |

Tranh hạng ba
| Costa Rica | 1-6      | Uruguay |
| ---------- | -------- | ------- |
|            | Chi tiết |         |

Chung kết
| Brasil | 4-2      | Cộng hòa Séc |
| ------ | -------- | ------------ |
|        | Chi tiết |              |

## Vô địch
| Vô địch Grand Prix de Futsal 2018 |
| --------------------------------- |
| · Brasil                          |

## Bảng xếp hạng giải đấu
| \| Xếp hạng \| Đội \| \| -------- \| ------------ \| \| 1 \| Brasil \| \| 2 \| Cộng hòa Séc \| \| 3 \| Uruguay \| \| 4 \| Costa Rica \| \| 5 \| Bỉ \| |              |
| Xếp hạng | Đội          |
| 1 | Brasil       |
| 2 | Cộng hòa Séc |
| 3 | Uruguay      |
| 4 | Costa Rica   |
| 5 | Bỉ           |